# Klausel (Schlusswendung)
    
Klausel (lat./ital. clausula) bezeichnet in der abendländischen Musiktheorie seit dem 12. Jahrhundert eine formelhafte Wendung, die in mehrstimmiger Musik zur Artikulation eines Abschlusses verwendet wird. Die Bezeichnung „Kadenz“ kommt als cadenza oder cadentia vor allem in italienischen Quellen seit dem späten 15. Jahrhundert oft in gleicher Bedeutung vor. Im heutigen Sprachgebrauch zielt Klausel insbesondere auf die Tonfolgen, die in den einzelnen Stimmen eines mehrstimmigen Satzes zur Schlussbildung beitragen, und Kadenz auf die Klangfortschreitung, die aus der Kombination mehrerer Klauseln besteht.

## Struktur in der Zweistimmigkeit
Ein grundlegender Gesichtspunkt ist die Folge vom vorletzten Ton oder Klang (Pänultima) zum Zielton oder -klang (Ultima) der Schlusswendung. Ab dem 16. Jahrhundert wird auch die drittletzte Station (Antepänultima) in die theoretische Betrachtung einbezogen. Schon die ältesten Kontrapunkttraktate (14. Jahrhundert), die sich auf die Zweistimmigkeit konzentrieren, betonen, dass die
- Ultima eine vollkommene Konsonanz sein soll,
- die durch schrittweise Gegenbewegung, also nach einer unvollkommen konsonanten Pänultima erreicht wird,
- wobei außerdem eine halbtönige Bewegung einer der beiden Stimmen wünschenswert sei:[4]

Die Option Terz–Quinte (3–5) wurde spätestens im 16. Jahrhundert zunehmend unüblich. Als Klausel- bzw. Kadenzgerüst blieben somit die Folgen 6–8 und 3–1 übrig.
Erweitert wurde die Fortschreitung unvollkommene Konsonanz–vollkommene Konsonanz, indem der Pänultima eine Synkopendissonanz vorangestellt wurde:

## Bezeichnungen
Seit dem 16. Jahrhundert benennen vor allem deutschsprachige Musiktheoretiker die Tonfolgen innerhalb dieser Intervallfortschreitungen nach den Stimmen eines Chorsatzes: Diese Zuordnung schloss allerdings nicht aus, dass diese Klauseln auch in anderen Stimmen verwendet werden. Die beiden Klauseln, die das Kadenzgerüst aus der Folge 6–8 bzw. 3–1 bilden, bezeichnet noch Johann Gottfried Walther 1732 als die clausulae principales (Hauptklauseln):
- Tenorklausel (clausula tenorizans): erreicht den Zielton der Kadenz schrittweise von oben;
- Diskant- oder Sopranklausel (clausula cantizans): erreicht den Zielton der Kadenz schrittweise von unten, in der Regel nach einer Synkopendissonanz.

Kadenzen, in denen der Halbtonschritt zum Zielton nicht in der Sopran-, sondern in der Tenorklausel liegt, wurden im 16. Jahrhundert u. a. clausula in mi (Mi-Kadenz) genannt. Heute ist dafür auch die Bezeichnung phrygische Kadenz üblich.
Liegt der Halbtonschritt hingegen in der Sopranklausel, kann den clausulae principales eine Bassklausel (clausula bassizans) unterlegt werden, die aus einem Quintfall oder Quartanstieg zum Zielton der Kadenz besteht. Von dieser Bassstimme aus betrachtet ist die Synkopendissonanz zwischen den clausulae principales eine gebundene Quarte (Quartvorhalt).
Darüber können Altklauseln (clausula altizans) gesetzt werden, die mit der Pänultima der Bassklausel (oder eine Oktave darüber) beginnen und daraufhin entweder die Quinte oder die Terz des Schlussakkordes ergänzen. Die Ultima einer Altklausel ist also nicht der Zielton der Kadenz. Die Tenorklausel wurde im 16. Jahrhundert mit zunehmender Selbstverständlichkeit auch aufwärts in die Terz über dem Zielton geführt und kommt seitdem in zwei Varianten vor:

## Cadenza Plagale
Eine phrygische Tenorklausel kann nicht mit einer Bassklausel kombiniert werden, weil die beiden Pänultimen keine reine, sondern eine verminderte Quinte bilden würden (im folgenden Notenbeispiel h–f), die als Dissonanz gilt. Stattdessen kann die Unterstimme die Unterterz zur Pänultima der Tenorklausel bringen und per Quartfall oder Quintanstieg die Unterquinte der Ultima der Tenorklausel erreichen. Von dieser Bassstimme aus betrachtet ist die Synkopendissonanz zwischen den clausulae principales eine gebundene None (Nonvorhalt). Eine Kadenz mit einem Quartfall oder Quintanstieg im Bass nennt Padre Martini 1774 Cadenza Plagale (im Gegensatz zu Cadenza Ordinaria, wo die reguläre Bassklausel in der Unterstimme liegt):